# Hudson Oaks
Hudson Oaks – miasto w Stanach Zjednoczonych, w stanie Teksas, w hrabstwie Parker.